# Danacea correabarrosi
Danacea correabarrosi é uma espécie de insetos coleópteros polífagos pertencente à família Dasytidae.
A autoridade científica da espécie é Constantin, tendo sido descrita no ano de 2008.
Trata-se de uma espécie presente no território português.